# Saedinenie (huyện)
Saedinenie là một huyện thuộc tỉnh Plovdiv, Bungaria. Dân số thời điểm năm 2001 là 12182 người.